# Nazionale maschile under 21 di calcio a 5 dei Paesi Bassi
La nazionale Under-21 di calcio a 5 dei Paesi Bassi è la rappresentativa di Calcio a 5 Under-21 dei Paesi Bassi ed è posta sotto l'egida della Federazione calcistica dei Paesi Bassi. 

## Storia
La nazionale olandese è stata tra le 28 selezioni che hanno partecipato alle qualificazioni per il primo e unico campionato europeo di categoria, dove ha ottenuto l'accesso alla fase finale in Russia nel girone 4 battendo Azerbaigian, Irlanda e Andorra.